# João Murça Pires
João Murça Pires (Bariri, 27 de junho de 1917 — São Paulo, 21 de dezembro de 1994) foi um botânico que se distinguiu no estudo da flora da Bacia do rio Amazonas.

## Biografia
Em 1942 concluiu a sua formação de agrónomo na Escola Superior de Agricultura Luís de Queirós da Universidade de São Paulo.
Em 1945 começou a trabalhar como investigador do Instituto Agronómico do Norte, encarregado de criar naquela instituição uma Secção Botânica e um  herbário.
Em 1983 defendeu a sua tese de doutoramento.
Entre 1985 e 1988 trabalhou no Jardim Botânico de Nova York.